# Kaúxuma Núpika
Kaúxuma Núpika, également appelé Qangon, Bowdash ou L'homme-femme, est un Kootenay bispirituel qui vécut au début du XIXe siècle.
Les explorateurs David Thompson et John Franklin (de l'expédition Franklin) relatent tous deux leur rencontre avec Núpika.

## Le récit de Thompson
D'après les écrits de David Thompson, elle vivait avec l'un de ses subordonnés, Boisverd, comme une sorte de deuxième épouse. Thompson raconte qu'elle « devint si familière que je devais sans cesse la renvoyer ; les Indiens étant tous mariés, une courtisane est délaissée par les hommes et haïe par les femmes ». C'était en 1803. Il la rencontra de nouveau près des sources de Columbia River en 1809. « Elle s'était proclamée prophétesse, et avait par son habileté obtenu progressivement une certaine influence sur les autochtones comme rêveur et interprète de rêves. Elle me reconnut la première et me lança un arrogant regard de défi, comme pour me dire : je ne suis plus en ton pouvoir ». Elle expliquait autour d'elle que les blancs l'avaient fait changer de sexe. Elle prit le nom masculin de Grizzly-assis-dans-l'eau.
En 1811, Thompson revit de nouveau l'homme-femme. Elle arriva dans son camp, cherchant refuge pour elle-même et pour une jeune femme qu'elle appelait son épouse. Il la décrit comme « ayant l'air d'un jeune homme, portant arc, carquois et de bons habits en cuir, accompagnée de son épouse, une jeune femme bien mise ». L'homme-femme s'était brouillée avec sa tribu d'adoption, les Chinooks, pour leur avoir prédit des maladies. Thompson ne dit rien de sa propre réaction, mais indique que ses hommes y virent un merveilleux sujet d'histoire à raconter. Quelque temps plus tard, il note que « l'histoire de la femme qui portait un arc, des flèches, et avait une épouse » était devenue parmi eux un thème romanesque très apprécié.

## Le récit de Franklin
Thompson ne la nomma jamais autrement que « la femme qui portait un arc, des flèches et avait une épouse ». C'est Sir John Franklin qui parle d'elle comme « l'homme-femme » (Manlike Woman) dans son Récit de la seconde expédition vers les côtes de la mer polaire (Narrative of a Second Expedition to the Shores of the Polar Sea, 1928) et qui suggère que ce nom lui aurait été donné par les indigènes qu'elle influençait.
Franklin décrit l'homme-femme dans un rapport écrit à Fort Chipewyan en avril 1827. D'après lui, elle était au centre d'une croyance des autochtones annonçant l'amélioration de leurs conditions de vie. Il le tenait de M. Stewart, le négociant local de la compagnie de la Baie d'Hudson. Stewart rapporte qu'elle était tenue pour surnaturelle parce qu'elle excellait à incarner un rôle masculin en dépit de sa « silhouette délicate ».
Le récit de Franklin s'achève sur la mention confuse d'un voyage entrepris par l'homme-femme, impliquant le transport d'un paquet entre deux postes de la compagnie de la baie d'Hudson, « à travers des étendues de terres qui n'avaient pas encore, à l'époque, été traversées par des marchands, et qu'on savait être infestées de tribus hostiles ». L'homme-femme partit pour cette expédition avec son épouse, fut attaquée et blessée en cours de route, mais parvint à atteindre son but.
Franklin consigne ainsi ce qu'il apprend de Stewart : « lorsque les marchands la virent pour la dernière fois, elle avait recruté des volontaires pour une nouvelle expédition guerrière au cours de laquelle elle fut mortellement blessée. La foi des Indiens fut ébranlée par sa mort, et toute l'histoire qu'elle avait inventée fut rapidement discréditée ».